# Kogelslingeren

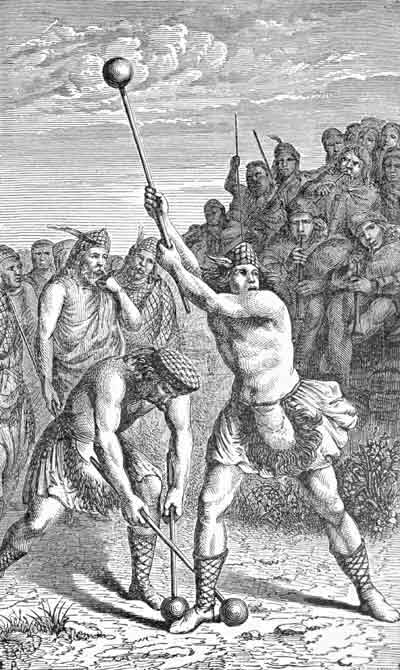
Schotse kogelslingeraars op een illustratie van Frank Stocktons boek Round-about Rambles in Lands of Fact and Fancy

Kogelslingeren of hamerslingeren is een onderdeel binnen de atletiek waarbij een ronde kogel, die bevestigd is aan een staalkabel met een handvat, zo ver mogelijk moet worden weggeslingerd. De naam hamerslingeren is afgeleid van oudere wedstrijden waar werkelijk een hamer geworpen werd. Dergelijke wedstrijden bestaan nog altijd in de Schotse Highland Games, waar men een stalen of loden gewicht gebruikt aan het eind van een stok. Verwant aan het kogelslingeren is het gewichtwerpen, waar het werptuig een zwaardere kogel is aan een korte ketting.
Kogelslingeren voor mannen is een olympische sport sinds 1900. Voor vrouwen voerde de IAAF de competitie pas in in 1995, en het stond voor het eerst op het programma bij de Olympische Zomerspelen van 2000 van Sydney.
Het huidige wereldrecord voor mannen werd gevestigd door Joeri Sedych, die 86,74 m wierp op de Europese atletiekkampioenschappen in Stuttgart in 1986. Het huidige wereldrecord voor vrouwen werd gevestigd door Anita Włodarczyk op 28 augustus 2016 in Warschau. Ze wierp 82,98 m, twee weken nadat ze op de Olympische Spelen 82,29 m had geworpen.

## Regels
Zoals bij andere werpsporten gaat de competitie over wie de kogel het verst kan werpen. De kogel bij de mannen is 7,26 kilogram zwaar (16 Engelse ponden), bij de vrouwen 4 kilogram. De werpring meet 2,135m (7 voet) in diameter, gelijk aan de ring bij het kogelstoten, maar kleiner dan de ring bij het discuswerpen. De afstand van de worp hangt af van een aantal factoren: de snelheid van de slingerkogel bij het loslaten, de verticale hoek waaronder geworpen wordt en uiteraard de juiste richting. De kogel dient binnen een bepaald gebied (de werpsector) terechtkomen. Valt de kogel daarbuiten, of stapt de atleet voordat de kogel is geland uit de afwerpring (bijvoorbeeld door het verlies van het evenwicht), dan wordt de worp ongeldig verklaard. De atleet moet de ring aan de achterzijde verlaten.
De snelheid van de kogel is enorm. Bij de afworp bedraagt de snelheid bij de wereldtop van de vrouwen zo'n 97 km/uur en bij de mannen zelfs 104 km/uur. Een dergelijk projectiel is dodelijk en in de loop van de tijd zijn de veiligheidsvoorschriften daarom steeds strenger geworden. De sector waarbinnen de kogel dient te landen is smaller gemaakt en bedraagt nu 34,92°, maar vooral van belang is de werpkooi die om de afwerpring aangebracht moet zijn. De wand van de kooi bestaat uit een net van stevig touw en in de opening van de kooi zitten aan weerszijden deuren. Bij rechtshandige werpers staat de linkerdeur dicht, bij linkshandigen de rechter. De opening is 6 meter breed (met de deur dicht 4m) en moet zich tegenwoordig 7 meter vóór het centrum van de werpring bevinden (was tot 2004 4,20m; veel kooien zullen nog aangepast moeten worden). De deuren van de kooi moeten 10 meter hoog zijn (was: 7m). Dit alles maakt dat de kogel bijna niet meer buiten de sector kan landen, maar heeft ook als gevolg dat het handvat bij een in de goede richting geworpen kogel soms toch het net raakt, wat een mindere werpafstand zal opleveren. De werp(st)ers reageren hier flegmatisch op, veiligheid moet bovenaan staan.

## Techniek

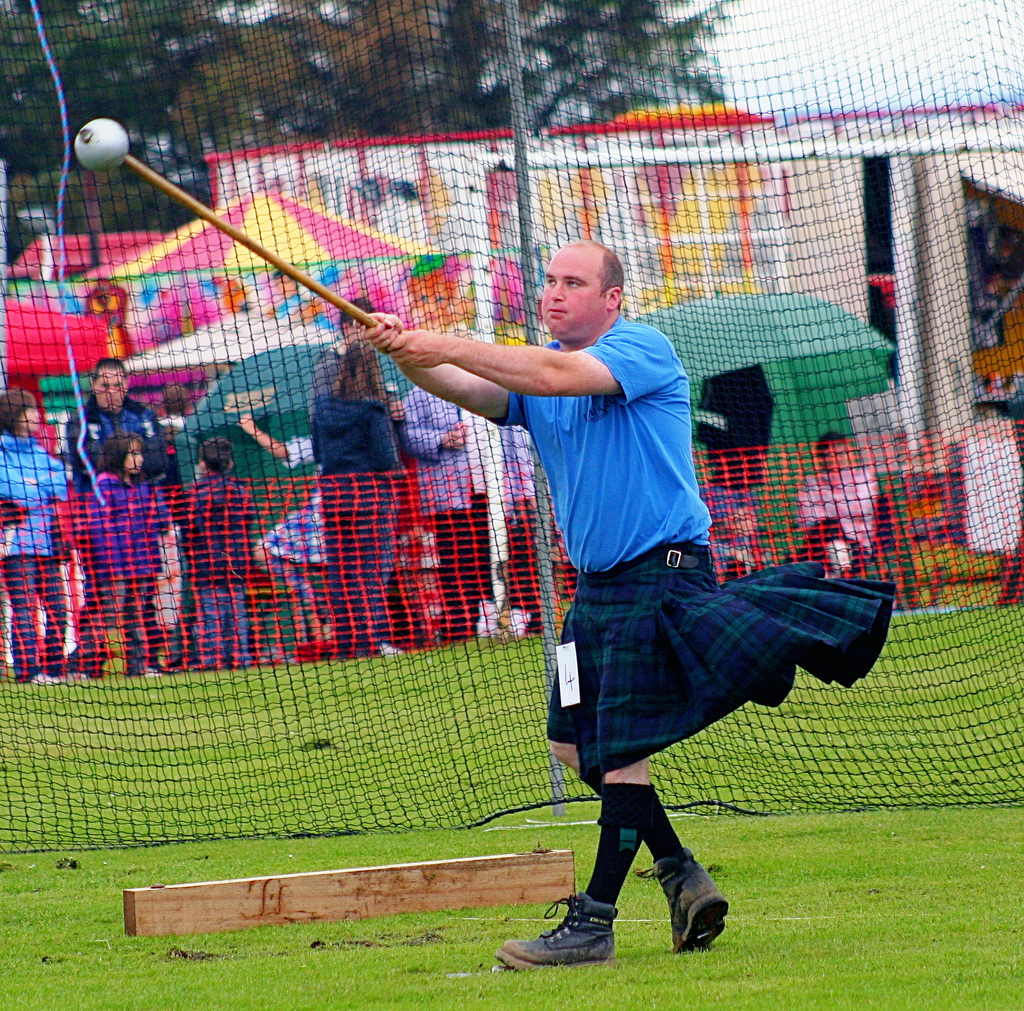
Hamerslingeren op de Highland Games in Schotland (2007)
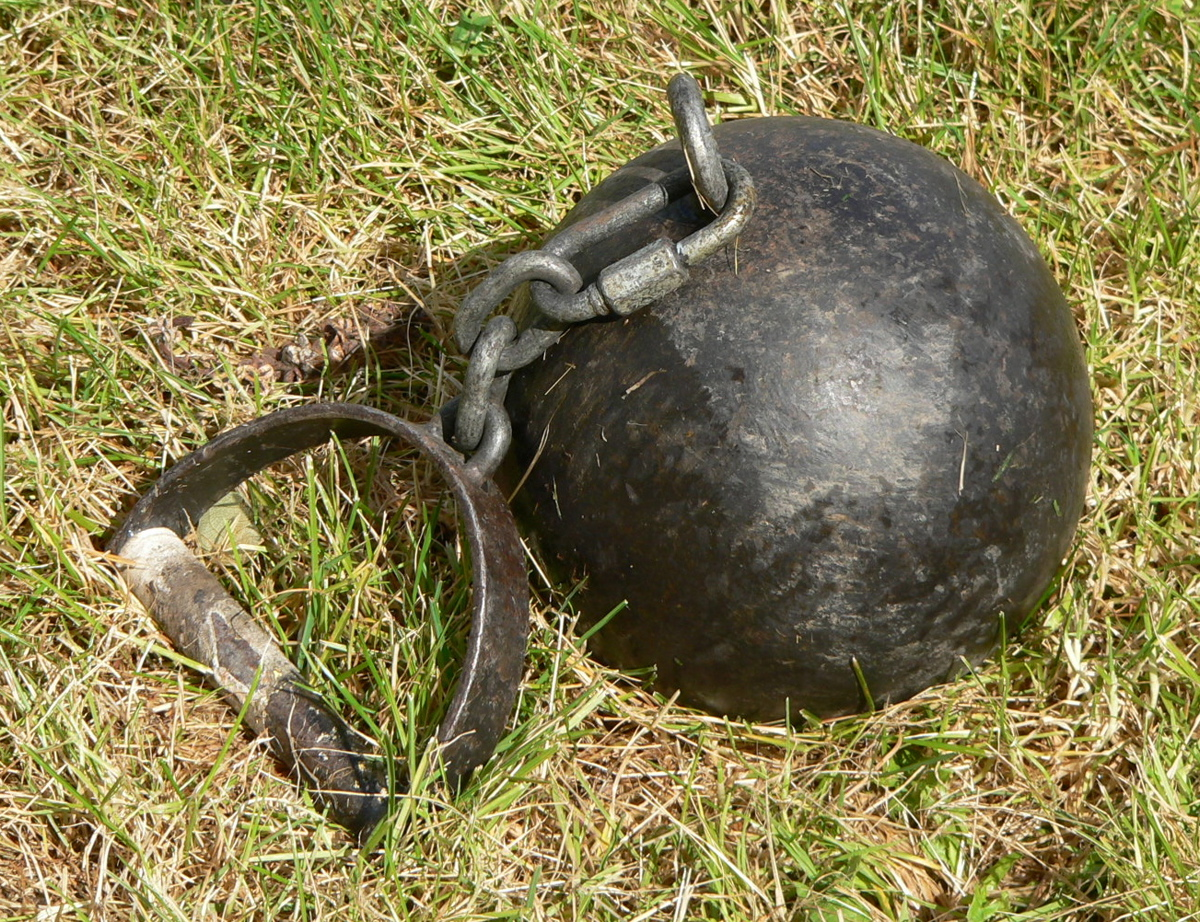
Een kogel gebruikt voor het gewichtwerpen

De grootste afstanden worden bereikt door de kogel meerdere keren rond het hoofd te draaien, en daarna zelf snel met de kogel mee te draaien vooraleer deze los te laten vooraan in de werpcirkel. Veel topwerp(st)ers maken vier draaien in de ring, drie draaien komt echter ook voor. Een enkeling maakt vijf draaien, maar het wereldrecord bij de mannen is geworpen na drie draaien. Het toevoegen van een extra draai betekent dat de kogel meer versneld zal kunnen worden, maar betekent ook dat de kans op balansverstoring nog groter wordt. Voor de meesten ligt het optimum daarom bij drie of vier draaien, een draai meer leidt niet tot betere prestaties. Balans is nu eenmaal enorm belangrijk en maakt trouwens dat kogelslingeren minder zwaar is dan de leek zou denken. Misschien is het ook moeilijker dan het in eerste instantie lijkt, het nummer vereist een zeer lange leerperiode.

## Top 10 atleten

### Mannen
| Rang | Afstand (meter) | Atleet              | Nationaliteit | Plaats          | Datum            |
| ---- | --------------- | ------------------- | ------------- | --------------- | ---------------- |
| 1    | 86,74           | Joeri Sedych        | Sovjet-Unie   | Stuttgart       | 30 augustus 1986 |
| 2    | 86,04           | Sergej Litvinov     | Sovjet-Unie   | Dresden         | 3 juli 1986      |
| 3    | 84,90           | Vadzim Dzevjatowski | Wit-Rusland   | Minsk           | 21 juli 2005     |
| 4    | 84,86           | Koji Murofushi      | Japan         | Praag           | 29 juni 2003     |
| 5    | 84,62           | Igor Astapkovitsj   | Wit-Rusland   | Sevilla         | 6 juni 1992      |
| 6    | 84,51           | Ivan Tsichan        | Wit-Rusland   | Grodno          | 9 juli 2008      |
| 7    | 84,48           | Igor Nikoelin       | Sovjet-Unie   | Lausanne        | 24 juli 1990     |
| 8    | 84,40           | Jüri Tamm           | Sovjet-Unie   | Banská Bystrica | 9 september 1984 |
| 9    | 84,38           | Ethan Katzberg      | Canada        | Nairobi         | 20 april 2024    |
| 10   | 84,19           | Adrián Annus        | Hongarije     | Szombathely     | 10 augustus 2003 |

Bijgewerkt: 20 april 2024

### Vrouwen
| Rang | Afstand (meter) | Atleet             | Nationaliteit    | Plaats      | Datum             |
| ---- | --------------- | ------------------ | ---------------- | ----------- | ----------------- |
| 1    | 82,98           | Anita Włodarczyk   | Polen            | Warschau    | 28 augustus 2016  |
| 2    | 80,31           | DeAnna Price       | Verenigde Staten | Eugene      | 26 juni 2021      |
| 3    | 80,17           | Brooke Andersen    | Verenigde Staten | Tucson      | 20 mei 2023       |
| 4    | 79,42           | Betty Heidler      | Duitsland        | Halle       | 21 mei 2011       |
| 5    | 78,62           | Camryn Rogers      | Canada           | Los Angeles | 26 mei 2023       |
| 6    | 78,51           | Tatjana Lysenko    | Rusland          | Tsjeboksary | 5 juli 2012       |
| 7    | 78,00           | Janee' Kassanavoid | Verenigde Staten | Tucson      | 21 mei 2022       |
| 8    | 77,78           | Gwen Berry         | Verenigde Staten | Chorzów     | 8 juni 2018       |
| 9    | 77,68           | Wang Zheng         | China            | Chengdu     | 29 maart 2014     |
| 10   | 77,33           | Zhang Wenxiu       | China            | Incheon     | 28 september 2014 |

Bijgewerkt: 4 december 2023

## Continentale records
| Continent                | Geslacht | Prestatie  | Atleet              | Land | Datum            | Plaats       |
| ------------------------ | -------- | ---------- | ------------------- | ---- | ---------------- | ------------ |
| Afrika                   | M        | 81,27      | Mostafa Elgamel     | EGY  | 21 maart 2014    | Caïro        |
| Afrika                   | V        | 75,49      | Annette Echikunwoke | NGR  | 22 mei 2021      | Tucson       |
| Noord- en Midden-Amerika | M        | 84,38      | Ethan Katzberg      | CAN  | 20 april 2024    | Nairobi      |
| Noord- en Midden-Amerika | V        | 80,31      | DeAnna Price        | USA  | 26 juni 2021     | Eugene       |
| Zuid-Amerika             | M        | 78,63      | Wagner Domingos     | BRA  | 19 juni 2016     | Celje        |
| Zuid-Amerika             | V        | 73,74      | Jennifer Dahlgren   | ARG  | 10 april 2010    | Buenos Aires |
| Azië                     | M        | 84,86      | Koji Murofushi      | JPN  | 29 juni 2003     | Praag        |
| Azië                     | V        | 77,68      | Wang Zheng          | CHN  | 29 maart 2014    | Chengdu      |
| Europa                   | M        | 86,74 (WR) | Joeri Sedych        | URS  | 30 augustus 1986 | Stuttgart    |
| Europa                   | V        | 82,98 (WR) | Anita Włodarczyk    | POL  | 28 augustus 2016 | Warschau     |
| Oceanië                  | M        | 79,29      | Stuart Rendell      | AUS  | 6 juli 2002      | Varazdin     |
| Oceanië                  | V        | 74,61      | Lauren Bruce        | NZL  | 20 mei 2021      | Tucson       |

Bijgewerkt: 20 augustus 2024

## Wereldrecordontwikkeling

### Mannen
| Afstand | Naam                 | Nat. | Datum             | Plaats            |
| ------- | -------------------- | ---- | ----------------- | ----------------- |
| 86,74 m | Joeri Sedych         | URS  | 30 augustus 1986  | Stuttgart         |
| 86,66 m | Joeri Sedych         | URS  | 22 juni 1986      | Tallinn           |
| 86,34 m | Joeri Sedych         | URS  | 3 juli 1984       | Cork              |
| 84,14 m | Sergej Litvinov      | URS  | 21 juni 1983      | Moskou            |
| 83,98 m | Sergej Litvinov      | URS  | 4 juni 1982       | Moskou            |
| 81,80 m | Joeri Sedych         | URS  | 31 juli 1980      | Moskou            |
| 81,66 m | Sergej Litvinov      | URS  | 24 mei 1980       | Sotsji            |
| 80,64 m | Joeri Sedych         | URS  | 16 mei 1980       | Leselidze         |
| 80,46 m | Jüri Tamm            | URS  | 16 mei 1980       | Leselidze         |
| 80,38 m | Joeri Sedych         | URS  | 16 mei 1980       | Leselidze         |
| 80,32 m | Karl-Hans Riehm      | FRG  | 6 augustus 1978   | Heidenheim        |
| 80,14 m | Boris Zajtsjoek      | URS  | 9 juli 1978       | Moskou            |
| 79,30 m | Walter Schmidt       | FRG  | 14 augustus 1975  | Frankfurt am Main |
| 78,50 m | Karl-Hans Riehm      | FRG  | 19 mei 1975       | Rehlingen         |
| 77,76 m | Karl-Hans Riehm      | FRG  | 19 mei 1975       | Rehlingen         |
| 76,70 m | Karl-Hans Riehm      | FRG  | 19 mei 1975       | Rehlingen         |
| 76,66 m | Aleksej Spiridonov   | URS  | 11 september 1974 | München           |
| 76,60 m | Reinhard Theimer     | GDR  | 4 juli 1974       | Leipzig           |
| 76,40 m | Walter Schmidt       | FRG  | 4 september 1971  | Lahr              |
| 75,48 m | Anatoli Bondartsjoek | URS  | 13 oktober 1969   | Rowno             |
| 74,68 m | Anatoli Bondartsjoek | URS  | 20 september 1969 | Athene            |
| 74,52 m | Romuald Klim         | URS  | 15 juni 1969      | Boedapest         |
| 73,76 m | Gyula Zsivótzky      | HUN  | 14 september 1968 | Boedapest         |
| 73,74 m | Gyula Zsivótzky      | HUN  | 4 september 1965  | Debrecen          |
| 71,26 m | Harold Connolly      | USA  | 29 mei 1965       | Walnut            |
| 71,06 m | Harold Connolly      | USA  | 21 juli 1965      | Ceres             |
| 70,67 m | Harold Connolly      | USA  | 12 augustus 1962  | Palo Alto         |
| 70,33 m | Harold Connolly      | USA  | 12 augustus 1960  | Walnut            |
| 68,68 m | Harold Connolly      | USA  | 20 juni 1958      | Bakersfield       |
| 68,54 m | Harold Connolly      | USA  | 2 november 1956   | Los Angeles       |
| 67,32 m | Michail Krivonosov   | URS  | 22 oktober 1956   | Tasjkent          |
| 66,85 m | Michail Krivonosov   | URS  | 22 oktober 1956   | Tasjkent          |
| 66,71 m | Harold Connolly      | USA  | 3 oktober 1956    | Boston            |
| 66,38 m | Michail Krivonosov   | URS  | 8 juli 1956       | Minsk             |
| 65,95 m | Clifford Blair       | USA  | 5 juli 1956       | Needham           |
| 65,85 m | Michail Krivonosov   | URS  | 25 april 1956     | Naltsjik          |
| 64,52 m | Michail Krivonosov   | URS  | 19 september 1955 | Belgrado          |
| 64,33 m | Michail Krivonosov   | URS  | 4 augustus 1955   | Warschau          |
| 64,05 m | Stanislav Njenasjev  | URS  | 12 december 1954  | Bakoe             |
| 63,34 m | Michail Krivonosov   | URS  | 29 augustus 1954  | Bern              |
| 62,36 m | Sverre Strandli      | NOR  | 5 september 1953  | Oslo              |
| 61,25 m | Sverre Strandli      | NOR  | 14 september 1952 | Oslo              |
| 60,34 m | József Csermák       | HUN  | 14 juli 1952      | Helsinki          |
| 59,88 m | Imre Németh          | HUN  | 19 mei 1950       | Boedapest         |
| 59,57 m | Imre Németh          | HUN  | 4 september 1949  | Katowice          |
| 59,02 m | Imre Németh          | HUN  | 14 juli 1948      | Tata              |
| 59,00 m | Erwin Blask          | GER  | 27 augustus 1938  | Stockholm         |
| 58,24 m | Karl Hein            | GER  | 21 augustus 1938  | Osnabrück         |
| 58,13 m | Erwin Blask          | GER  | 7 augustus 1938   | Berlijn           |
| 57,77 m | Patrick Ryan         | USA  | 17 augustus 1913  | New York          |

### Vrouwen
* : Wereldrecord dat niet door de IAAF is erkend.
| Afstand   | Naam                      | Nat. | Datum             | Plaats            |
| --------- | ------------------------- | ---- | ----------------- | ----------------- |
| 82,98 m   | Anita Włodarczyk          | POL  | 28 augustus 2016  | Warschau          |
| 82,29 m   | Anita Włodarczyk          | POL  | 15 augustus 2016  | Rio de Janeiro    |
| 81,08 m   | Anita Włodarczyk          | POL  | 1 augustus 2015   | Cetniewo          |
| 79,58 m   | Anita Włodarczyk          | POL  | 31 augustus 2014  | Berlijn           |
| 79,42 m   | Betty Heidler             | GER  | 21 mei 2011       | Halle             |
| 78,30 m   | Anita Włodarczyk          | POL  | 6 juni 2010       | Bydgoszcz         |
| 77,96 m   | Anita Włodarczyk          | POL  | 22 augustus 2009  | Berlijn           |
| 77,80 m   | Tatjana Lysenko           | RUS  | 15 augustus 2006  | Tallinn           |
| 77,41 m   | Tatjana Lysenko           | RUS  | 24 juni 2006      | Sjoekovski        |
| 77,26 m   | Gulfija Chanafejewa       | RUS  | 12 juni 2006      | Toela             |
| 77,06 m   | Tatjana Lysenko           | RUS  | 15 juli 2005      | Moskou            |
| 76,07 m   | Mihaela Melinte           | ROU  | 29 augustus 1999  | Rüdlingen         |
| 75,97 m   | Mihaela Melinte           | ROU  | 13 mei 1999       | Clermont-Ferrand  |
| 75,29 m   | Mihaela Melinte           | ROU  | 13 mei 1999       | Clermont-Ferrand  |
| 73,80 m   | Olga Koezenkova           | RUS  | 15 mei 1998       | Toljatti          |
| 73,10 m   | Olga Koezenkova           | RUS  | 22 juni 1997      | München           |
| 70,78 m   | Olga Koezenkova           | RUS  | 11 juni 1997      | Smolensk          |
| 69,58 m   | Mihaela Melinte           | ROU  | 3 maart 1997      | Boekarest         |
| 69,46 m   | Olga Koezenkova           | RUS  | 17 februari 1996  | Sydney            |
| 68,16 m   | Olga Koezenkova           | RUS  | 18 juni 1995      | Moskou            |
| 68,14 m   | Olga Koezenkova           | RUS  | 5 juni 1995       | Moskou            |
| 66,86 m   | Mihaela Melinte           | ROU  | 4 maart 1995      | Boekarest         |
| 67,34 m * | Swjatlana Sudak           | BLR  | 5 juni 1994       | Minsk             |
| 66,84 m   | Olga Koezenkova           | RUS  | 23 februari 1994  | Adler             |
| 65,40 m * | Olga Koezenkova           | RUS  | 4 juni 1992       | Brjansk           |
| 64,44 m * | Olga Koezenkova           | RUS  | 17 mei 1992       | Rostov aan de Don |
| 64,44 m * | Alla Fjodorowa            | URS  | 24 februari 1991  | Adler             |
| 63,08 m * | Larissa Schtyrogrischnaja | URS  | 24 februari 1991  | Adler             |
| 62,70 m * | Alla Fjodorowa            | URS  | 9 februari 1991   | Adler             |
| 61,96 m * | Larissa Baranowa          | URS  | 11 februari 1990  | Adler             |
| 61,50 m * | Jelena Pitschugina        | URS  | 30 september 1989 | Froense           |
| 61,20 m * | Aya Suzuki                | JPN  | 30 april 1989     | Wakayama          |
| 58,98 m * | Ljubow Wassiljewa         | URS  | 28 augustus 1988  | Vilnius           |
| 58,94 m * | Carol Cady                | USA  | 10 juli 1988      | Los Gatos         |
| 58,52 m * | Carol Cady                | USA  | 11 juni 1988      | Los Gatos         |
| 58,26 m * | Ljubow Wassiljewa         | URS  | 1 mei 1988        | Moskou            |
| 57,51 m * | Carol Cady                | USA  | 5 mei 1984        | Berkeley          |
| 54,86 m * | Carol Cady                | USA  | 5 mei 1984        | Berkeley          |
| 53,65 m * | Carol Cady                | USA  | 28 april 1984     | Berkeley          |
| 48,13 m * | Carol Cady                | USA  | 27 november 1982  | Stanford          |
| 41,99 m * | Carol Cady                | USA  | 10 april 1982     | Stanford          |
| 38,33 m * | Debbie Lombard            | USA  | 10 april 1982     | Stanford          |
| 36,72 m * | Liselotte Hansen          | DEN  | 19 augustus 1981  | Nyköbing          |
| 33,12 m * | Sandra Stepp              | USA  | 4 april 1981      | Gresham Or        |
| 32,94 m * | Liselotte Hansen          | DEN  | 31 juli 1980      | Nyköbing          |
| 32,08 m * | Rosemary Payne            | GBR  | 27 juli 1975      | Leicester         |
| 22,85 m * | Margareta Moles           | ESP  | 19 juni 1932      | Madrid            |
| 18,58 m * | Aurora Villa              | ESP  | 18 september 1931 | Madrid            |
| 17,03 m * | Lucinda Moles             | ESP  | 29 juni 1931      | Madrid            |

2000: Kamila Skolimowska ·
2004: Olga Koezenkova ·
2008: Yipsi Moreno ·
2012: Anita Włodarczyk ·
2016: Anita Włodarczyk ·
2020: Anita Włodarczyk ·
2024: Camryn Rogers
1900: John Flanagan ·
1904: John Flanagan ·
1908: John Flanagan ·
1912: Matt McGrath ·
1920: Patrick Ryan ·
1924: Fred Tootell ·
1928: Pat O'Callaghan ·
1932: Pat O'Callaghan ·
1936: Karl Hein ·
1948: Imre Németh ·
1952: József Csermák ·
1956: Harold Connolly ·
1960: Vasili Roedenkov ·
1964: Romuald Klim ·
1968: Gyula Zsivótzky ·
1972: Anatoli Bondartsjoek ·
1976: Joeri Sedych ·
1980: Joeri Sedych ·
1984: Juha Tiainen ·
1988: Sergej Litvinov ·
1992: Andrej Abdoevalijev ·
1996: Balázs Kiss ·
2000: Szymon Ziółkowski ·
2004: Koji Murofushi ·
2008: Primož Kozmus ·
2012: Krisztián Pars ·
2016: Dilsjod Nazarov ·
2020: Wojciech Nowicki ·
2024: Ethan Katzberg
1983 Sergej Litvinov · 
1987 Sergej Litvinov · 
1991 Joeri Sedych · 
1993 Andrej Abduvalijev · 
1995 Andrej Abduvalijev · 
1997 Heinz Weis · 
1999 Karsten Kobs · 
2001 Szymon Ziółkowski · 
2003 Ivan Tsichan · 
2005 Ivan Tsichan ·
2007 Ivan Tsichan ·
2009 Primož Kozmus ·
2011 Koji Murofushi ·
2013 Paweł Fajdek ·
2015 Paweł Fajdek ·
2017 Paweł Fajdek ·
2019 Paweł Fajdek ·
2022 Paweł Fajdek ·
2023 Ethan Katzberg
1999 Mihaela Melinte · 
2001 Yipsi Moreno · 
2003 Yipsi Moreno · 
2005 Olga Koezenkova ·
2007 Betty Heidler ·
2009 Anita Włodarczyk ·
2011 Tatjana Lysenko ·
2013 Anita Włodarczyk · 
2015 Anita Włodarczyk · 
2017 Anita Włodarczyk · 
2019 DeAnna Price · 
2022 Brooke Andersen  · 
2023 Camryn Rogers